# Claire Bataille
Claire Bataille (Antwerpen, 10 april 1940) is een Belgisch hedendaags interieurarchitect en ontwerper. Samen met Paul Ibens richtte ze in 1968 het ontwerpbureau Bataille-ibens Design op.

## Studie en carrière
Bataille studeerde in 1961 af als interieurontwerper aan het Nationaal Hoger Instituut voor Bouwkunst en Stedenbouw (NHIBS) in Antwerpen, nu samengevoegd aan de Faculteit Ontwerpwetenschappen aan de Universiteit van Antwerpen. Hier volgden zij en Paul Ibens les bij Jul De Roover. In 1962 behaalde ze met hoge onderscheiding haar diploma aan het Hoger Kunstonderwijs in Antwerpen. Van 1969 tot 1973 was Bataille leerkracht tekenen en compositie in de ruimte aan de Ecole des Arts visuels de la Cambre in Brussel. Ten slotte was ze van 1989 tot 1997 lid van de Raad van Bestuur van het NHIBS.

## Claire Bataille en Paul Ibens
Claire Bataille en Ibens studeerden gelijktijdig af in 1962. Bataille startte langzaam haar persoonlijke carrière op na het afstuderen en trok al snel klanten met haar meubeldesigns. In 1968 richtten Bataille en Ibens samen het studiebureau Claire Bataille & Paul Ibens Design op, dewelke zich focuste op het ontwerpen van meubels, tapijten, woningen, renovatie van oude gebouwen en inrichting van huizen, burelen en winkels. In 1968 werden ze gecontacteerd door Nederlandse meubelfirma ’t Spectrum om ontwerpen te produceren. De eerste ontwerpen die door ’t Spectrum werden geproduceerd, waren voor 1968 gemaakt, namelijk de in hoogglans gespoten houten commode en barmeubel. Deze ladekast zou een eerder ontwerp van Bataille geweest zijn. Vooral deze kast (model nr. 101) kende veel populariteit in België en Nederland. De samenwerking met ’t Spectrum stopte in 1974 wegens het failliet gaan van de meubelfirma. Verder werkte het duo ook samen met bedrijven zoals Bulo, Durlet, Obumex, Slegten & Toegemann, Appart en When Objects Work. Hiernaast ontwierpen Bataille en Ibens ook meubels gebruiksvoorwerpen op maat. Ook ontwikkelden en patenteerden ze een bouwknooppunt om snel en met minimum aan materiaal een prefab houtskeletbouw te kunnen bouwen. In 1995 richtten Claire Bataille en Paul Ibens de bvba Ibens & Bataille op, dewelke zich uitsluitend focust op het ontwerpen van objecten en meubels, alsook het opvolgen van het productieproces.

## Stijl
Het oeuvre van Claire Bataille, voornamelijk in haar samenwerking met Ibens, wordt veelal omschreven als evenwichtig en gedetailleerd. De designs hebben nauwkeurig oog voor eenvoud en rust, precisie en een gevoel voor evenwichten. De ontwerpen houden vaak de alledaagse handelingen in zich, om deze om te vormen tot rituelen. Bataille en Ibens leggen ook steevast de link tussen architectuur en interieur, door terug te gaan naar een essentie, een zuivere esthetiek en cohesie van materialen en constructie.

## Werken (selectie)
- H2O-tafel (1994), voor Bulo[7]
- Kantoorgebouw Van Hoecke, Sint-Niklaas (1998)
- Houten Knooppunt 78+ (1978)
- Kristallen glazen Palladio (1986) voor When Objects Work
- Zilveren bestek Ag+ (1986) voor When Objects Work
- Woning Corthout in Schilde (1973)

## Prijzen
- 1963 - Daily Mirror Second International Furniture Design Competition, zitmeubilair voor man of vrouw[8]
- 1978 - Sigle d'Or (Belgisch Design center) voor knooppunt 78+[9]
- 1980 - Sigle d'Or uitgereikt door Design Centre, Brussel, ‘78+’ prefab systeem[8]
- 1997 - Benelux Trofee voor Thermisch Verzinken, uitgereikt door Progalva, Brussel[8]
- 2001 - Vizo Henry Van de Velde Prijs voor Loopbaan[8]
- 2001 - ICFF New York Editors Award for Outdoor Furniture, 'Bench' [8]
- 2009 - Interieurprijs (Fidias)[10]